# Малышев, Александр Григорьевич
Александр Григорьевич Малышев (1916—1991) — лейтенант Рабоче-крестьянской Красной Армии, участник советско-финской и Великой Отечественной войн, Герой Советского Союза (1940).

## Биография
Александр Малышев родился 30 сентября 1916 года в деревне Заладье (ныне не существует, затоплена во время строительства Рыбинского водохранилища). После окончания семи классов школы работал в колхозе. В 1937 году Малышев был призван на службу в Рабоче-крестьянскую Красную Армию. Участвовал в боях советско-финской войны, будучи помощником командира пулемётного взвода 252-го стрелкового полка 70-й стрелковой дивизии 7-й армии Северо-Западного фронта.
В январе 1940 года Малышев участвовал в боях на побережье Выборгского залива с финскими войсками, пытавшимися отступить из Выборга (ныне — город Ленинградской области). Приняв на себя командование взводом, он принял активное участие в разгроме штаба вражеского батальона в районе города Койвисто (ныне — Приморск). 27 февраля 1940 года взвод Малышева первым ворвался в населённый пункт Кери к северо-западу от Койвисто, а 7 марта первым высадился на остров Санта Сари, что способствовало успешным действиям всего батальона.
Указом Президиума Верховного Совета СССР от 21 марта 1940 года за «образцовое выполнение боевых заданий командования на фронте борьбы с финской белогвардейщиной и проявленные при этом отвагу и геройство» младший комвзвод Александр Малышев был удостоен высокого звания Героя Советского Союза с вручением ордена Ленина и медали «Золотая Звезда» за номером 447.
Участвовал в боях Великой Отечественной войны. После тяжелого ранения в августе 1941 года и длительного лечения в июле 1942 года лейтенант Малышев был демобилизован по инвалидности. Проживал и работал сначала в посёлке Новый Некоуз Ярославской области, затем в Ярославле. Скончался 24 февраля 1991 года, похоронен на Западном гражданском кладбище Ярославля.
Был также награждён орденом Отечественной войны 1-й степени и рядом медалей.